# Brassica rapa subsp. nipposinica
La Brassica rapa nipposinica, en japonés "verdura de agua" (ミズナ（水菜） Mizuna?), shui cai, kyona, mostaza japonesa, mostaza de hoja, berro japonés, pimienta de California, o mostaza araña, es una planta comestible de la especie Brassica rapa, de la subespecie nipposinica.

## Descripción

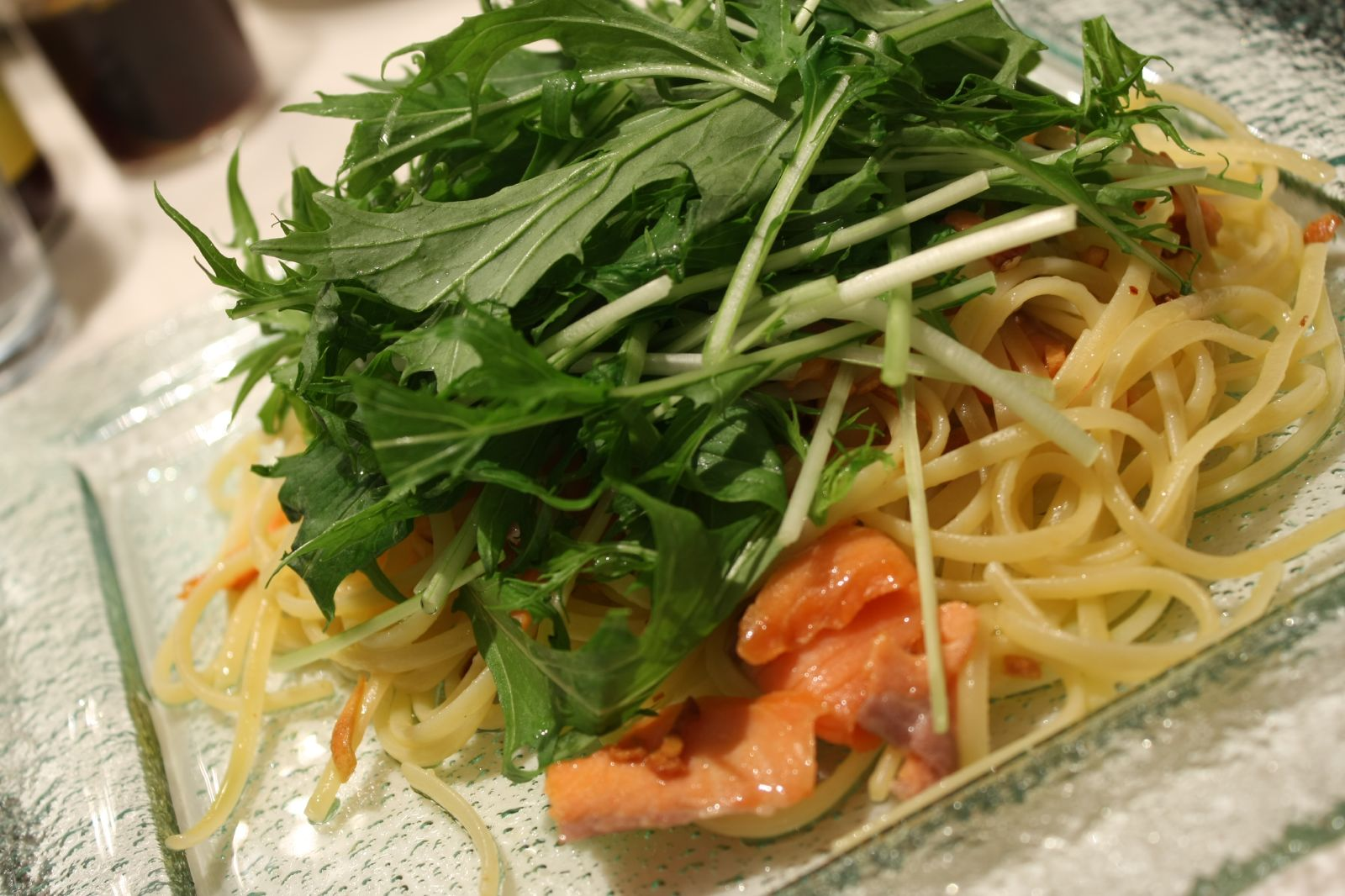
Hojas de mizuna sobre pasta y salmón ahumado

Posee largas y brillantes hojas doble serradas que van desde un color blanco amarillento en la vernación hasta un verde oscuro en su limbo. El tallo de la planta es de un color verde oscuro. La planta alcanza una altura de 35 a 40 cm en su madurez. Es muy resistente al frío, por lo que su cultivo en invierno es extensivo en Japón donde ha sido cultivada desde hace siglos como alimento y planta decorativa.

## Cultivo
La planta posee una larga temporada de crecimiento, es resistente al frío y puede ser cultivada de forma intercalada junto al maíz dulce. Se puede utilizar como planta de siembra estacional o como cosecha regular. En su cosecha regular se cortan las hojas cuando estas alcanzan los 22 cm de altura aproximadamente, dejando los brotes nuevos en la planta para así tener una fuente continua de hojas frescas.
La planta crece en forma óptima en suelos ligeramente ácidos (con un pH 5.4 como mínimo) bien drenados que sean capaces de retener la humedad. Como todas las plantas de la familia Brassicaceae la mizuna tiene un alto requerimiento de nitrógeno y requiere un suelo firme. Debido a que las plantas de la familia Brassicaceae son propensas a enfermedades del suelo, como la hernia de la col (que puede dejar el suelo infectado por más de 20 años), se rota su cultivo cada 3 años como mínimo.

## Variedades

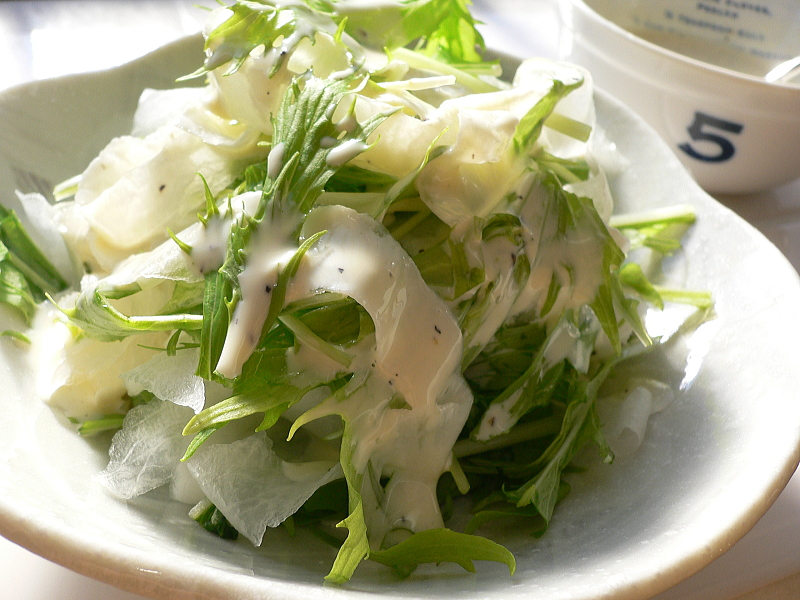
Una ensalada de mizuna y daikon

En adición al término “mizuna” (y sus variantes) siendo aplicadas al menos a dos diferentes especies del género Brassica, los horticultores han definido y nombrado a varias variedades de esta. Por ejemplo, un recurso presentado por la Universidad de Cornell y el Departamento de Agricultura de los Estados Unidos lista 16 variedades incluyendo la “mizuna temprana”, “mizuna kyona”, “mizuna komatsuna”, “mizuna vitamínica”, “mizuna de Kyoto”, “happy rich mizuna”, “mizuna del festival de verano”, “mizuna temprana de Tokio”, “mizuna mibuna”, “red komatsuna mizuna”, “mizuna waido” y la “mizuna púrpura”.

## Uso culinario
El sabor de la mizuna ha sido descrito como “picante”, “un poco picante”, “ligeramente picante” y “picante pero menos que la rúcula”.
Debido al sabor ligeramente picante de la mizuna, es utilizada como contenido principal de ensaladas, sopas, como preparación salteada junto a otras plantas y verduras o también como acompañamiento junto a carnes. Debido a la alta proporción de agua que poseen las hojas, cuando se les aplica calor, su volumen se reduce hasta aproximadamente la mitad de su tamaño original, por lo que en platos salteados, sopas y preparaciones calientes es necesaria una gran cantidad de hojas. Las hojas cortadas de la planta se pueden mantener hasta 5 días en refrigeración, pasado los 5 días el sabor y la textura de las hojas comienza a deteriorarse.